# Farol do Araçagi
O Farol do Araçagi é um farol localizado na cidade de Raposa, na Microrregião da aglomeração urbana de São Luís, litoral Norte do Maranhão, no Brasil.
Este farol é propriedade da Marinha do Brasil e é administrado pelo Centro de Sinalização Náutica e Reparos Almirante Moraes Rego (CAMR) dentro da Diretoria de Hidrografia e Navegação (DHN).

## História
Devido ao intenso tráfego de navios e aos perigos do litoral maranhense, foi recomendada a instalação de um novo farol em complemento ao farol de São Marcos que funcionava desde 1831 num forte construído para a defesa da cidade de São Luís e que ameaçava entrar em colapso. Este foi substituído em 1964 após seu colapso.
É uma torre quadrangular com 40 m de altura, com lanterna no topo, montada sobre uma plataforma com desenho de barco. É pintado em padrão xadrez branco e preto.
O farol, inaugurado em 16 de dezembro de 1957, é erguido no município de Raposa, cerca de 15 km a nordeste da cidade de São Luís. A 91 m acima do nível do mar, emite quatro flashes brancos a cada 10 segundos. Em 1982, o farol foi eletrificado e seu alcance máximo aumentou de aproximadamente 49 para 63 quilômetros. Utiliza um sistema óptico de lentes Fresnel de 6ª ordem da empresa francesa Barbier, Bénard et Turenne. Também é equipado com um radar Racon que emite a letra Q do alfabeto Morse.
Identificador: ARLHS: BRA005; BR0632 - Almirantado: G0084 - NGA: 17688.

## Luz característica
- Frequência superior a 10 segundos: 4 flashes
  - Luz: 0,3 segundos
  - Escuridão: 1,8 segundos

## Imagens

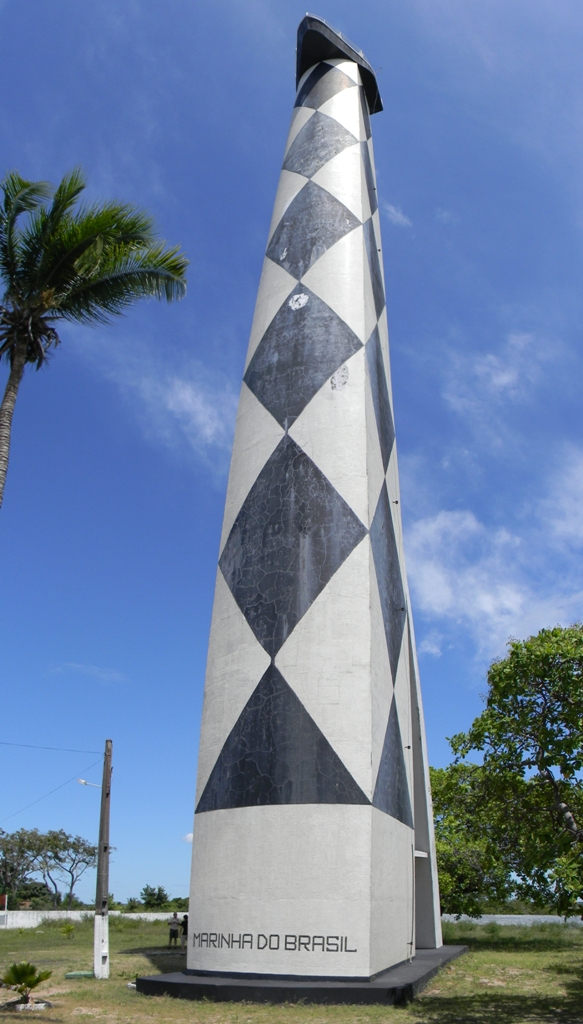
Vista frontal do farol.
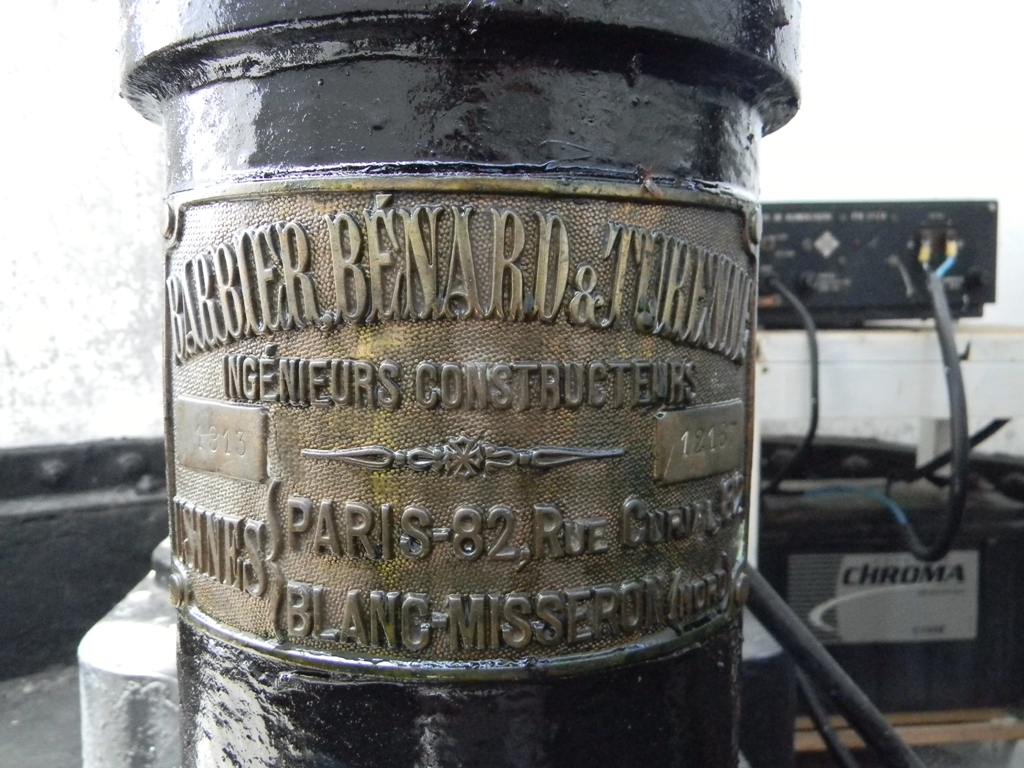
Placa indicando a procedência da lente de Fresnel do farol.